# Husum-Ballum
Husum-Ballum is een plaats in de Deense regio Zuid-Denemarken, gemeente Tønder, en telt 385 inwoners (2007).